# Papež Aleksander VIII.
Papež Aleksander VIII. (rojen kot Pietro Vito Ottoboni), italijanski rimskokatoliški duhovnik, škof in kardinal, * 22. april 1610, Benetke, † 1. februar 1691 Rim,Papeška država.
Papež je bil med letoma 1689 in 1691.

## Življenjepis

### Mladost
Pietro Vito Ottoboni se je rodil 22. aprila 1610 v plemiški beneški družini, ki je bila rodom iz Padove.  in je bil najmlajši od devetih otrok, ki sta jih rodila Vittoria Tornielli in Marco Ottoboni, veliki kancler Beneške republike - oba patricija. . 
Najprej je študiral izredno uspešno na Univerzi v Padovi, kjer je 1627 doktoriral iz cerkvenega in civilnega prava. Ottoboni je odšel v Rim za vladanja Urbana VIII. in je služil kot poročevalec (referendarij) pri Apostolski signaturi, in pozneje kot upravnik mest Terni, Rieti, Citta di Castello in Spoleto. Bil je tudi sodnik (auditore) pri Rimski roti.

### Škofinkardinal

#### Cerkvene službe
- 1630-1638: poročevalec pri Apostolski signatura;
- 1638-1640: upravnik Ternija;
- 1640-1641: upravnik Rietija;
- 1641-1643: upravnik Spoleta;
- 1643-1652: sodnik pri Rimski roti;
- 7. december 1654 – 9. junij 1664: škof v Bresciji; 27. Decembra tega leta je prejel  škofovsko posvečenje v Rimu po rokah kardinala Marcantonio Bragadina); zapušča škofijo Brescia ter prejme nadarbino opata v Vangadizzi;
- 19. februar 1652: kardinal-diakon;
- 11. marec 1652: kardinalski naslov pri San Salvatore in Lauro;
- 15. november 1660: kardinal-duhovnik pri San Marco;
- 1667-1669: beležnik na papeškem dvoru;
- 1676-1689: inkvizitor; postane tajnik pri Rimski inkviziciji;
- 13. september 1677: prejme kardinalski naslov Santa Maria in Trastevere;
- 8. januar 1680: prejme kardinalski naslov Santa Prassede;
- 1. december 1681 – 15. februar 1683: postane kardinal-škof Sabine;
- 15. februar 1683 – 10. november 1687: kardinal-škof Frascatija ;
- 10. november 1687 – 6. oktober 1689: kardinal-škof Porta ter podpredsednik (vicedekan) kardinalskega zbora.
- 6. oktober 1689: izvoljen za papeža.

## Papež

### Izvolitev
Izgledalo je, ko da je smrt Inocenca XI. sprametovala Ludvika XIV. Zahteval je tudi od svoje okolice, da nihče ni smel črniti pokojnikovega spomina. Prvi njegov odposlanec, ki se je pojavil v Rimu po Inocenčevi smrti, se je odpovedal odposlanskim predpravicam do azila in naznanil vrnitev Avignona ter grofije Venaissin. Možno, da je to napravil le zato, da bi mogel vplivati na papeške volitve – vendar je bila to ugodna novica. Tako so potekale te volitve za čuda urejeno - brez vmešavanja katerekoli velesile. 
V svesti si francoskega nasprotovanja njegovi kandidaturi se je Ottoboni pokazal izredno spravljivega. Tako je končno prav odposlanec Ludvika XIV. (1643–1715) pripomogel, da je bil Ottoboni enoglasno - tudi z glasovi francoskih kardinalov - izvoljen 6. oktobra 1689 kot naslednik Inocenca XI. (1676–89); izvolilo ga je 52 navzočih kardinalov od 62 takrat živih. Prav on pa je – po mesecih obotavljanja, sicer z objavo šele na smrtni postelji, kot Aleksander VIII. – končno nastopil zoper Izjavo francosskega klera iz 1682 glede »galikanskih svoboščin«. 
Ime "Aleksander" si je izbral iz hvaležnosti do kardinala Flavija Chigija, nečaka Aleksandra VII., ki je tudi podprl njegovo izvolitev. Ottobonija je kronal za papeža 16. oktobra 1689 poddekan kardinalskega zbora kardinal Francesco Maidalchini; Lateransko baziliko je sprejel v posest 28. oktobra 1689.
Zaradi svoje dobrodelnosti in pohlevnosti je bil v Rimu zelo priljubljen in prav zaradi teh lastnosti ga bi rad videl na papeškem prestolu tudi francoski kralj. Bil je resda star, vendar krepke postave ter izkušen diplomat. Med svojim kratkim papeževanjem je uspel v zadevah, ki se niso posrečile njegovemu predhodniku: dobil je nazaj papeške posesti v Franciji in dosegel (vsaj začasno) odpravo »francoskih pravic«. Denar, ki ga je prihranil njegov Inocenc XI., pa je velikodušno razsipal za bogatenje svojih sorodnikov; ko je postal papež, je imel navado govoriti – kar je omenjal že kot škrlatnik, ki je bil priljubljen po svojih rekih - a v tem primeru nahajamo več različic: 
| Italijanski izvirnik                                           | Slovenski prevod                                           |
| -------------------------------------------------------------- | ---------------------------------------------------------- |
| Affretiamo al possibile – preché sono suonate le ventitré hore | Pohitimo kolikor se da – kajti odbilo je triindvajseto uro |

| Italijanski izvirnik                                           | Angleški (prilagojeni) prevod                           | Slovenski prevod                                   |
| -------------------------------------------------------------- | ------------------------------------------------------- | -------------------------------------------------- |
| Io non posso perdere il tempo – preché il mio giorno é passato | I have no time to lose; for me the day is almost done!" | Ne smem izgubljati časa; zame je dan že pri koncu! |

Aleksander VIII. je bil že osemdesetletnik, ko so ga izvolili za papeža; vladal je le šestnajst mesecev. Ludviku XIV. je prav prišla miroljubna usmerjenost novega papeža - tudi zaradi rastoče moči neugodnega soseda - Anglije: zato mu je vrnil Avignon ter se odpovedal izredno širokim ”pravicam” na azil v francoskem veleposlaništvu in njegovi četrti v Rimu.

### Podpornik znanosti in umetnosti
Med svojim kratkim papeževanje je Aleksander VIII.: 
- Preuredil znamenit vodomet Fontana dell'Acqua Paola in polepšal Basilica di San Marco Evangelista al Campidoglio, ki ji je dodal veličasten vrtni ribnik v belem marmorju Carlo Fontana[15];
- Maja 1690 je na svoje stroške odkupil ter tako pridobil za Vatikansko knjižnico obsežno zbirko rokopisov kraljice Kristine Švedske pod imenom Bibliotheca Alexandrina oziroma Bibliotheca Ottoboniana [16] [17] [18];
- Kot mecenu mu je smel biti hvaležen umetnik Francesco Bianchini.
- V upravljanju Cerkvene države je Aleksander VIII. skušal – bolj kot njegov predhodnik – ustreči potrebam ljudstva. Zapovedal je znatne davčne olajšave, sprostil trgovino z žitom, odpravil pristojbino na meso in žito, ki so ga zmleli v Rimu, poskrbel za zdravje meščanov in okrasitev Rima z nekaterimi določbami glede kuge in čiščenja ulic. [11]

### Odnos doFrancije
Če si je Sončni kralj morda domišljal, da bo lahko s starim pontifikom počel kar se mu bo zljubilo, se je uštel; saj je s papežem vštric v zavračanju ”galikanskih svoboščin” stal kardinalski zbor kot en mož. Sveti sedež je stalno pozival francoski kler, naj prekliče svojo izjavo, kralj pa odločbo, ki jo je uzakonila. Po zrelem premisleku je 4. avgusta 1690 podpisal bulo Inter multiplices, s katero je razglasil določbe iz 1682 za nezakonite in nične, ki ne vežejo nikogar, niti tistih ne, ki so nanje prisegli - ki pa je bila objavljena šele na njegovi smrtni postelji. Poleg tega je pisal kralju ginljivo pismo, da »noč in dan z grenkobo v srcu misli na posledice svojih potez, ter se prebuja v solzah in vzdihih.«  
Papež je obsodil tudi naslednjo trditev, ki izraža galikansko miselnost: 
| Francoski izvirnik | Slovenski prevod |
| --- | --- |
| «Le pouvoir du pontife romain au-dessus du concile, et son infaillibilité dans la décision des questions de foi, est une assertion futile et cent fois réfutée» | "Oblast rimskega papeža nad koncilom in njegova nezmotljivost pri odločanju o vprašanjih vere je brezpredmetna in stokrat ovržena trditev" |

Francoska vlada si gotovo ne bi bila upala tako daleč, če ji ne bi priskočila na pomoč strahopetnost dela francoskega klera. Zato papežem ni bilo lahko postaviti stvari na svoje mesto.
1. duhovščino je zaslepila slava ”Sončnega kralja” prek njegovih vojaških in političnih uspehov; priliznjenci so se lahko nadejali boljših, tudi škofijskih časti;
2. sramotno je dejstvo, da so se glede regalij podvrgli kralju vsi škofje razen dveh, pa še ta sta bila janzenista;
3. strahopetno so škofje sprejemali Cerkvi škodljive zakone, na primer, da je bilo pod hudimi kaznimi prepovedano objavljati papeške odloke;
4. kler je tako nizko padel, da je na seji 34 škofov in 37 drugih klerikov kralju na ljubo postavil pod vprašaj celo papeževo nezmotljivost; šli so tako daleč, da so se kralju za njegovo nepristojno vmešavanje v cerkvene zadeve celo zahvalili;
5. Papež Inocenc je po tem občnem zboru, ko so 1682 člani Asseblées du clergé (predstavniki cerkvene skupščine) sprejeli štiri člene Declarationis cleri Gallicani (deklaracije o galikanski Cerkvi), šele po dveh mescih izrazil svojo negodovanje z besedami: “Sinovi moje Matere so se bojevali zoper mene” hoteč povedati, da so s tem svojim ravnanjem napravili največ škode cerkevni stvari in samim sebi; zadovoljil se je pa le s tem, da ni dal privoljenja za škofovstvo sodelujočim boječ se razkola. Aleksander VIII. je kljub svoji spravljivosti razglasil štiri člene galikanskih sklepov za nične 1690. Inocenc XII. je zahteval odpravo galikanskih členov, a Pij VI. je zavrgel omenjene člene v buli Auctorem fidei 1794. [20]
6. Čeprav je torej listina priznavala papeško vrhovno oblast nad Cerkvijo v duhovnih rečeh, jo je vendarle podrejala odločitvam ekumenskih koncilov. Nadalje je izjavila, da mora papež sprejemati kot nedotakljive zgodovinske navade francoske Cerkve; to je vključevalo priznanje pravice svetnih vladarjev, da določajo škofe. Aleksander je te člene obsodil, a Ludvik XIV. jih je pravzaprav 1693, dve leti po papeževi smrti, preklical; v zameno pa je moral papež dovoliti kralju upravo izpraznjenih škofij. [21]

### Odnos do sorodnikov in rojstnega kraja
Prav zaradi svojih visokih let je zaupal vladarske posle svojim mlajšim sorodnikom, ki so kar pridrli v Rim.  Za njegovega papeževanja opazimo torej bohoten razcvet ravno tistega nepotizma, ki ga je njegov prednik hotel s posebno bulo enkrat za vselej zatreti; moramo pa priznati, da je on tudi poslednji velik nepotist med papeži. Komaj je bil izvoljen za papeža, je imenoval sina ene od svojih sester, Giambattista Rubinija , za državnega tajnika;  komaj devetnajstletni Pietro Ottoboni, sin nečaka Antonia, je postal kardinal-nečak ter škof v Frascatiju, podkancler Rimske Cerkve, odposlanec v Avignonu itd. Njegov oče Antonio, sin papeževega brata Agostina, je postal general Cerkve in poveljnik papeških krdel; Antonijev brat Marko  – čeprav grbast in kruljav -  je postal vojvoda v Fianu ter nadzornik papeškega ladjevja. 
Aleksander VIII. pa se je hvaležno spominjal tudi svojega rojstnega kraja - Benetk. Dožu Morosiniju je poslal simbola, ki ju je Sveti sedež navadno izročal posebno zaslužnim junakom, ki so se izkazali v obrambi krščanske vere: pileus in rapier, tj. bogato okrašeno pokrivalo iz klobučevine in posebne vrste meč, ki ga je blagoslovil isti papež. Za to priložnost je bila Bazilika sv. Marka veličastno okrašena, in sicer je potekala slovesnot na dan 7. maja 1690. Morosini se je iz doževe palače (Palazzo Ducale) v spremstvu senatorjev in sodnikov odpravil v cerkev, kjer je bila nevidena slovesnost. S tem dejanjem je papež hotel dati priznanje ne le dožu, ki je kot zadnji vztrajal v brezupnih bojih za Kandijo, ampak še posebej Benetkam za njihov nemajhen prispevek v bitkah za Dunaj, Budimpešto in Beograd. Te častitljive simbole so doži slovesno sprejemali vse do Napoleonovih vojn. 

### Poblaženja (beatifikacije) in posvečenja (kanonizacije)
Aleksander VIII. je 11. junija 1690 potrdil češčenje Kunigunde, kar je veljalo za poblaženje (beatifikacijo). 16. oktobra 1690 pa so bili posvečeni (prišteti k svetnikom) peterica blažencev: Pashal Bajlonski (1540-1592), prvi patriarh Benetk Lovrenc Giustiniani (1360-1456), Janez Sahagunski (1430-1479), Janez od Boga (1495-1560), in Janez Kapistran (1366-1456), ki je spodbujal kristjane za boj proti Turkom.

### Novi kardinali
Papež je imenoval 14 kardinalov v treh konzistorijih, med katerimi je bilo kar nekaj sorodnikov, kot njegov pranečak Pietro Ottoboni. Tako je zopet zapadel nepotizmu, ki ga je tako dosledno preganjal njegov predhodnik ne le pri sebi, ampak tudi pri kardinalih in škofih. Veliko naklonjenost si je pridobil pri Ludviku XIV., ker je povzdignil v kardinalsko čast tudi francoskega kandidata. 

## Dela
- »Documenta Catholica Omnia« (v latinščini). Cooperatorum Veritatis Societas. Pridobljeno 6. decembra 2011.

### Cerkvene zadeve
1. Aleksander VIII. je z odlokom z dne 29. novembra 1690 prepovedal navado med konklavom, po kateri so odnašali mize, tkanine (zavese in rjuhe), peči, železnino in drugo opremo zavoljo prodaje, kakor tudi, da so oropali iz sobe novoizvoljenega papeža vso opremo z istim namenom. [25]. Določil je tudi, da se za papežev pogreb ne sme porabiti več kot 10.000 dukatov [26].
2. Papež je obnovil službe, ki so jih navadno podeljevali sorodnikom, a jih je predhodnik Inocenc XI.  odpravil [27];
3. 1690 je ukazal pijaristom [28] [29], da ne smejo več hoditi bosi, ampak da morajo obuvati (vsaj) opanke;
4. Istega leta je potrdil nova pravila silvestrincev [30] [31].

### Nravne odločitve
- 24. avgusta 1690 je Aleksander VIII. obsodil dve trditvi laksizma (=širokovestnosti); po eni ni potreben izrečen dej ljubezni do Boga; po drugi pa je dovoljen tako imenovani peccatum philosophicum (modroslovni greh), ki so ga nekateri moralisti razlikovali od peccatum verum (pravega greha); 7. decembra 1690 pa je obsodil 31 trditev rigorizma (=ozkovestnosti), ki se nanašajo na milost, evharistijo, pokoro, opravičenje, kakor tudi na oblast Cerkve – a so ga učili zlasti v Belgiji[32] [33].
- Istega leta je obsodil mnenje, ki se sklicuje na misel svetega Avguština, po kateri vernik lahko mirno uči nauk, ki nasprotuje učenju, ki ga je izrazil rimski papež v svoji buli oziroma okrožnici. [34] . Tako herezijo je učil v delu Quae sit Sancti Augustini et doctrinae eius auctoritas in ecclesia? (1650) francoski janzenistični bogoslovec Martin de Barcos (1600-1678).

### Misijoni
30. marca 1690 je papež z brevom Animarum saluti potrdil pravice novokrščencev v jugo-vzhodni Aziji.
1690 je ustanovil prvi škofiji na Kitajskem: v Nankingu in Pekingu. 

## Smrt in spomin

### Smrt in pogreb
Aleksander VIII. je umrl 1. februarja 1691 zaradi šena na nogi, ki se je kmalu sprevrgel v gangreno. 

### Spomenik
Njegov veličasten nagrobnik pri Sv. Petru je naročil njegov pranečak, kardinal Pietro Ottoboni, po načrtih grofa Arriga. Temeljni reljef in obkrožujoča ga lika Modrosti in Vere (1704) je izklesal Angelo de' Rossi; bronasti kip je oblikoval Giuseppe Bertosi.  Spomenik je napravljen iz izredno dragocenih in redkih vrst raznobarvnega marmorja. 
Reljef prikazuje Kanonizacijo petih svetnikov 16. oktobra 1690 in darove, ki so jih prinesli tega dne papežu. To rezbarijo na osnovi spomenika je Ludvik XIV. tako občudoval, da je kopijo v mavcu dal namestiti v Francoski akademiji kod zgled za študente. Papež sedi na prestolu v sredini in blagoslavlja; trije liki vstajajo ob strani, drugi so v ozadju; tisti z lasuljo je najbrž sam Rossi. Pet svetnikov stoji pri oltarjih: Lovrenc Justiniani, beneški patriarh; frančiškan Janez Kapistran, ki se je odlikoval po zmagi nad Turki; Janez od Boga, ki je ustanovil red skrbi za bolnike; Pashala Bajlonskega pa so imenovali Nori svetnik, medtem ko je bil Janez Sahagunski kot mirotvorec zgled ponižnosti in dobrodelnosti. 
Aleksander VIII. je sledil zgledu treh predhodnih papežev: Klemena X., Gregorja XV. in Siksta IV. – ter je tudi on posvetil (kanoniziral) pet svetnikov na en dan. Kanonizacija, ki jo je mojstrsko upodobil Rossi na njegovem spomeniku, je bila vrhunec njegovega kratkega papeževanja. Na ta dan so za svečno razsvetljavo uporabili 14.000 funtov, tj. 6350 kg voska. Naval množice v Vatikansko baziliko je bil tako velik, da so enega frančiškana zadušili, drugega pa skoraj ubili. Za darovanje sta dva kardinale prinesla darove: kruh, golobe in vino – kar je upodobil Rossi na reljefu spomenika. 
Kardinal Pietro Ottobnoni je vsako leto obhajal zadušnice na dan 1. februarja. Na 15-letnico smrti, leta 1706, je dal prenesti truplo svojega velikega prastrica od dotedanjega počivališča v še ne dokončan nagrobnik. Ko so odprli tri truge iz svinca, starega lesa in ciprese, je izgledalo truplo nestrohnjeno. Ottoboni je ganjen do solz poljubil papeževo roko in zamenjal papeški prstan s sijajnejšim, ki je vseboval velik safir. Na koncu zadušnice so prenesli truplo v novo grobnico ob petju In paradisum te deducant angeli. Grob je postavljen na poveljniškem položaju med obredi na poti od papeškega vhoda do glavnega oltarja. 

#### Nagrobni napis
| Latinsko besedilo | Slovenski prevod |
| --- | --- |
| PATRVO MAGNO / ALEXANDERO VIII OTTHOBONO / VENETO P.O.M. / PETRVS CARD. EPVS. SABIN. S.R.E. VIC. CANC. / ANNO IVB. MDCCXXV | Velikemu prastricu Aleksandru VIII. Ottoboniju, Benečanu, velikemu duhovniku (postavil) kardinal Peter, škof Sabine, podkancler svete Rimske Cerkve. V svetem letu 1725 |

### Družinsko deblo
| Aleksander VIII. | Oče: Marco Ottoboni, beneški patricij        | očetov dedek: Marcantonio Ottoboni | očetov pradedek: Ettore Ottoboni | očetov prapradedek: Stefano Ottoboni |
| Aleksander VIII. | Oče: Marco Ottoboni, beneški patricij        | očetov dedek: Marcantonio Ottoboni | očetov pradedek: Ettore Ottoboni | očetova praprababica: ?              |
| Aleksander VIII. | Oče: Marco Ottoboni, beneški patricij        | očetov dedek: Marcantonio Ottoboni | očetova prababica: ?             | očetov prapradedek: ?                |
| Aleksander VIII. | Oče: Marco Ottoboni, beneški patricij        | očetov dedek: Marcantonio Ottoboni | očetova prababica: ?             | očetova praprababica: ?              |
| Aleksander VIII. | Oče: Marco Ottoboni, beneški patricij        | očetova babica: Dianora Basalù     | očetova prababica: ?             | očetov prapradedek: ?                |
| Aleksander VIII. | Oče: Marco Ottoboni, beneški patricij        | očetova babica: Dianora Basalù     | očetova prababica: ?             | očetova praprababica: ?              |
| Aleksander VIII. | Oče: Marco Ottoboni, beneški patricij        | očetova babica: Dianora Basalù     | očetova prababica: ?             | očetov prapradedek: ?                |
| Aleksander VIII. | Oče: Marco Ottoboni, beneški patricij        | očetova babica: Dianora Basalù     | očetova prababica: ?             | očetova praprababica: ?              |
| Aleksander VIII. | Mati: Vittoria Tornielli, beneška patricijka | materin dedek: ?                   | materin pradedek: ?              | materin prapradedek: ?               |
| Aleksander VIII. | Mati: Vittoria Tornielli, beneška patricijka | materin dedek: ?                   | materin pradedek: ?              | materina praprababica: ?             |
| Aleksander VIII. | Mati: Vittoria Tornielli, beneška patricijka | materin dedek: ?                   | materina prababica: ?            | materin prapradedek: ?               |
| Aleksander VIII. | Mati: Vittoria Tornielli, beneška patricijka | materin dedek: ?                   | materina prababica: ?            | materina praprababica: ?             |
| Aleksander VIII. | Mati: Vittoria Tornielli, beneška patricijka | materina babica: ?                 | materin pradedek: ?              | materin prapradedek: ?               |
| Aleksander VIII. | Mati: Vittoria Tornielli, beneška patricijka | materina babica: ?                 | materin pradedek: ?              | materina praprababica: ?             |
| Aleksander VIII. | Mati: Vittoria Tornielli, beneška patricijka | materina babica: ?                 | materina prababica: ?            | materin prapradedek: ?               |
| Aleksander VIII. | Mati: Vittoria Tornielli, beneška patricijka | materina babica: ?                 | materina prababica: ?            | materina praprababica: ?             |

### Ocena
- Aleksander je bil odločen, velikodušen, miroljuben in prizanesljiv mož. Iz sočutja do revežev v hudo obubožani Italiji jim je priskočil na pomoč z znižanjem davkov. Prav ta njegova velikodušna narava ga je vodila k darežlljivosti v dnosu do pohlepnih bogatinov; njim v prid in v nečast svojemu papeževanju je oživil sinekure, ki jih je bil zatrl njegov predhodnik. [42]
- Kljub tesni povezanosti s svojim predhodnikom Inocencem XI. je bil papež Aleksander VIII. vsaj v dveh pogledih njegovo nasprotje. Za Inocenčevo papeževanje je bila značilna resnost v vedenju, velika varčnost in popolno nasprotovanje praksi nepotizma. Pričakoval je od svojih kardinalov, da bodo sledili njegovim smernicam. V slogu Aleksandra VIII. je bilo nasprotno. Bil je izredno očarljiv moški. Znan po prijaznosti in ljubeznivosti je Rimljane navdušil s svojim razkošnim slogom, ter je znova odprl gledališča in operne hiše. Kot človek knjige se je v literarnih krogih znašel brez težav in obogatil vatikansko knjižnico z nakupom dragocenih rokopisov in drugih zbirk, med njimi tudi tiste, ki je bila v lasti nekdanje švedske kraljice Kristine. Toda nepotizem meče senco na njegovo papeževanje.
- Aleksander je zavzel trdno stališče v obrambi katoliške pravovernosti in se spopadel s tremi velikimi verskimi spori stoletja: kvietizmom, laksizmom in janzenizmom. Zaradi izkušenj v papeški pisarni je bil ljubosumen varuh vere. Znotraj Papeških držav je skušal zadovoljiti potrebe ljudi: zato je odredil znižanje davka na govedino in moko ter povečal uvoz hrane. Iz sočutja do revnih je pomagal z znižanjem pristojbin. Ob koncu njegovega pontifikata so obsežni izdatki in neomejeni nepotizem, kakor tudi njegova dobrodelnost izčrpali zakladnico. [43]

#### Poenitentia gloriosa
Malahijeva prerokba pravi o njem, da je Častna pokora (latinsko Poenitentia gloriosa; angleško Glorious penitence). Reklo "Častna pokora" ali "Slavna sprava" razlagajo glede na uspelo podreditev francoskih škofov, kakor tudi na pomirljivo držo njihovega kralja Ludvika XIV. O'Brien pripominja: "Častne pokore obstajajo med vsakim papeževanjem."